# Мосећко-свилајски партизански одред
Мосећко-свилајски народноослободилачки партизански (НОП) одред је био партизанска јединица у саставу Народноослободилачке војске и партизанских одреда Југославије током Другог светског рата у Хрватској.

## Историјат
Формиран је у првој половини октобра 1943. од две мосећке и једне свилајске чете. Дејатвовао је на просторији између планина Свилаје и Мосеча, у захвату друма Дрниш, Сињ, водећи често борбе против усташа и четника који су из Дрниша упадали на његову територију. У децембру је садејствовао Мосорском НОП одреду у борбама на правцу Цривац–Чавоглаве. У јануару 1944, ојачан једним батаљоном из Мосорског НОПО, имао је два батаљона, јачине око 300 бораца. Тада је ушао у састав Групе средњодалматинских одреда и са Мосорским НОПО водио борбе од 5. до 8. јануара против делова немачке 264. дивизије и усташа у рејону Мосећ, Брштаново, Корушце, Лећевица. У периоду фебруар—јун нападао је непријатељеве посаде у селима Зелово, Чврљево, Чавоглаве, Баљци и Мирловић Поље и водио борбе с Немцима, усташама и четницима код Гиздавца, Лећевице, Мућа и Огорја. У јулу је ликвидирао усташку посаду у Рамљанима и напао на Маовице, Баљке и Кљаке; августа, заједно с јединицама Мосорског и Шибенско-трогирског НОП одреда, напао је непријатеља у Горњем Винову и Љубитовици, а самостално у Хрвацима и Отишићу. Почетком септембра порушио је на више места друм Дрниш–Мућ—Сињ. Расфомииран је 31. октобра 1944, а његовим борцима попуњене су јединице 9. дивизије.